# Sigebaud
Sigebaud ou Sigibald a été le 34e évêque de Metz entre 716 et 741. 
Il est un parent de Goëri le 28e évêque de Metz, comme lui issu de la famille Ansbertina d'Albi.
On a dit parfois qu'il était le frère de sainte Ségolène, ce qui apparait impossible selon les chronologies les plus couramment acceptées pour ces deux personnes.
Il aurait été un conseiller de Pépin de Herstal et a restauré de nombreux temples et monastères.
Sigebaud fait construire vers 720 une abbaye sous le vocable de saint Pierre sur la route de Metz à Sarrebruck. Il y serait mort en 747. Chrodegang, son successeur en tant qu’évêque de Metz, ramène à l’abbaye les reliques de saint Nabor. Le monastère devient abbatias Sancti-Naboris et une petite bourgade, futur Saint-Avold, se développe extra muros.
On lui attribue aussi la création de l'abbatiale Saint-Pierre-et-Saint-Paul de Neuwiller-lès-Saverne en 723.